# Wleń
Wleń (in tedesco Lähn) è un comune urbano-rurale polacco del distretto di Lwówek Śląski, nel voivodato della Bassa Slesia.
Ricopre una superficie di 86 km² e nel 2004 contava 4 647 abitanti.

## Storia
Il comune era abitato in maggioranza da Tedeschi fino al 1945, quando, con l'annessione alla Polonia, la maggior parte dei Tedeschi residenti erano stati espulsi.

## Geografia
Il territorio comunale è attraversato dal fiume Bòbr ed è ricoperto da vegetazione e piccoli campi.

## Società
La maggioranza della popolazione è di etnia Polacca.